# Tic Tac

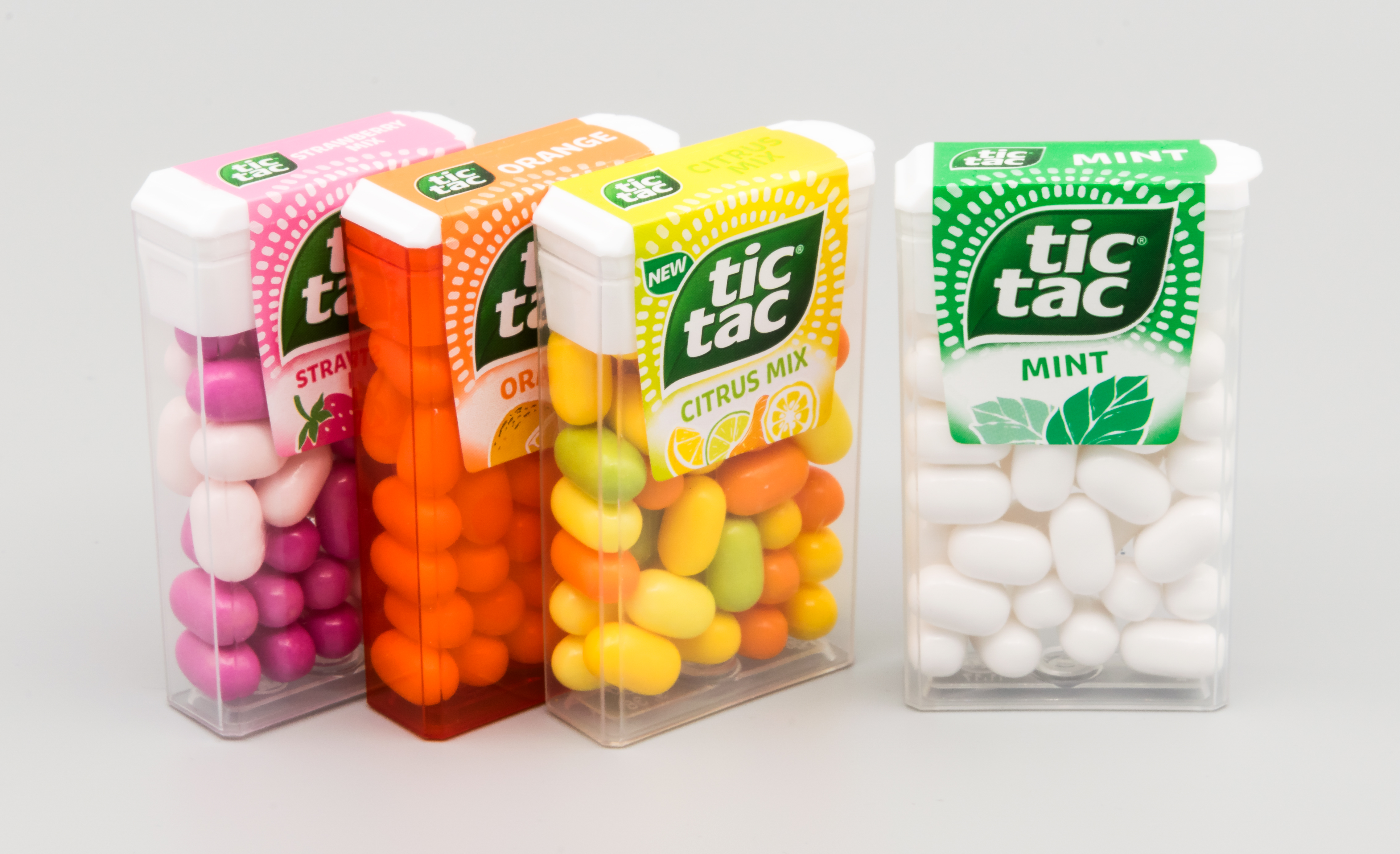
Tic Tacs

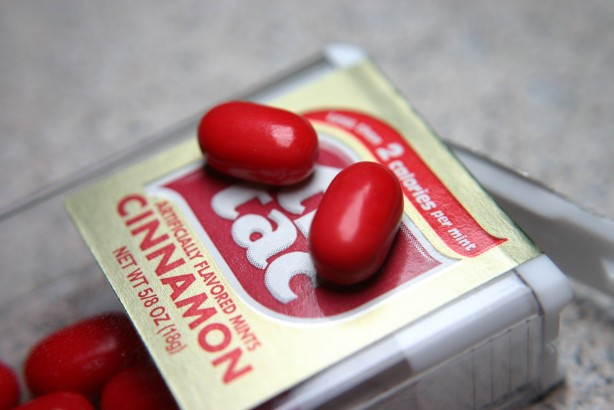
Tic Tacs med kanelsmak

Tic Tac är ett varumärke för mindre och hårda sötsaker som tillverkas av det italienska företaget Ferrero sedan 1969. De små sura tabletter kallad vanligtvis för Tic Tacs.

## Olika smaker
Tic Tacs säljs i många olika smaker. Nedan finns exempel på vilka:
- Passion Fruit (även kallad Maracuja) (Summer edition, 2007, Italien, Frankrike; Holland; Australien, Lettland, Brasilien, Belgien, Polen, Storbritannien och Nya Zeeland)
- Mango (Summer edition, 2007, Australien, Frankrike, Hongkong and Holland. Introducerad i Singapore, 2009)
- Melon Mix (2008/2009) (Summer edition 2008 - Serbien/2009 - Italien, Storbritannien)
- Tropical Acerola (Summer edition, 2007, Frankrike; 2008, Italien, Australien, Holland, Lettland och sommaren 2009 Tyskland, Polen)
- Pink Grapefruit (Summer edition, 2007, Frankrike och Australien)
- Cinnamon (första valbara smaken från 1970-talet, "limited edition" i Storbritannien kallad Winter Warmer)
- Tangerine
- Orange (såldes i dubbelpacket som respons på att mandarinsmaken var populär.)
- Wintergreen (tillkom under 1980-talet)
- Cool Cherry (Storbritannien - tillkom 2008)
- Spearmint (tillkom under 1980-talet)
- Lime (tillkom under 1990-talet)
- Fresh mint (Europa/USA); Pepparmint (Australien)
- Fresh Melons (Tyskland)
- Fruit Festival (limited edition)
- Citrus Twist (limited edition)
- Melon Mango
- Pink (För att stödja arbetet mot bröstcancer)
- Tropical Twist (Storbritannien - passion fruit)
- Extra Mint Cherry (Brasilien)
- Honeycomb
- Holiday Twist
- Extra Strong
- Green Apple
- Hexa (World Cup Edition, Spearmini Mint och Lemon Mint, Brasilien)
- Carnaval (Brasilien)
- Bold! (starka smaker, blandning av äpple, sura bär och mint)
- Lemon Mint (Australien, Argentina, Belgien, Brasilien, Hongkong och Polen)
- Eucalyptus (Winter edition, 2007, Polen och Slovakien)
- Paradise Mint CHILL (2008)
- Strawberry (2008) (Christmas Edition)
- Cherry (2008) (Summer edition, 2008, Frankrike, Polen)
- Up! (smaker likt Passionsfrukt och Acerola, med vitamin C) (Brasilien)
- Alpine Mint (Tyskland)
- Cherry Passion (kombination av smakerna körsbär och passionsfrukt)
- Citrus Punch (Limited Edition Big Box, tre smaker: Apelsin, citron och grapefrukt).
- Coconut and Pineapple ("Goût Coco Ananas", 2009, Frankrike, Polen)
- Piña Colada
- Fruity Limited Edition (Apelsin och körsbär) 2010 (World Cup Edition) (England)
- Aniseed (Upphört)
- Taste Melons ("Gout Melons", Frankrike)
- Exotic Cherry CHILL
- Citrus Twist
- coca cola